# Ephippiochthonius virginicus
Espèce
Synonymes
- Chthonius virginicus Chamberlin, 1929

Ephippiochthonius virginicus est une espèce de pseudoscorpions de la famille des Chthoniidae.

## Distribution
Cette espèce est endémique des États-Unis. Elle se rencontre en Virginie, en Caroline du Nord, au Maryland et dans le district de Columbia.

## Description
Les femelles mesurent de 1,54 à 1,72 mm.

## Étymologie
Son nom d'espèce lui a été donné en référence au lieu de sa découverte, la Virginie.

## Publication originale
- (en) Joseph Conrad Chamberlin, « A synoptic classification of the false scorpions or chela-spinners, with a report on a cosmopolitan collection of the same. Part 1. The Heterosphyronida (Chthoniidae) (Arachnida-Chelonethida) », Annals and Magazine of Natural History, 10e série, vol. 4, no 19,‎ juillet 1929, p. 50-80 (ISSN 0374-5481, OCLC 4806285231, DOI 10.1080/00222932908673028, présentation en ligne).